# Morgana Dark
Morgana Dark (Salto, Estado de São Paulo; 30 de abril de 1979) es una actriz pornográfica brasileña retirada.

## Biografía
Morgana Dark comenzó en la industria pornográfica en 2003, con 24 años, siendo su primera aparición en una producción de sexo hardcore. Ha trabajado con diversas compañías pornográficas americanas y estadounidenses, como PayOnes, Sexxxy, Latin X, WOW Pictures, Visual Images, Buttman's Magazine Choice, Caballero Home Video o Pajama Party Entertainment.
Se considera bisexual. Su primera relación, en la adolescencia, fue con una chica y duró cerca de 9 años. También ha tenido relaciones con hombres hasta la actualidad.
En 2013 decidió retirarse para dedicarse a ser presentadora de televisión en Brasil y a la escritura. Hasta su retiro, protagonizó un total de 127 películas como actriz, entre producciones originales y compilaciones.